# Séisme de 2018 à Célèbes
Le séisme de Célèbes du 28 septembre 2018 (également nommé séisme de Donggala, de Palu ou de Sulawesi) est un séisme peu profond de magnitude 7,5 Mw qui s'est produit dans le col de la péninsule de Minahasa. L'épicentre est situé à Célèbes, dans la région montagneuse de Donggala, province de Sulawesi central, en Indonésie. Cet événement a été précédé par une séquence de séismes précurseurs, dont le plus important était une secousse de magnitude 6,1 qui s'est produite plus tôt dans la journée.
Après la principale secousse, une alerte au tsunami est lancée pour le détroit de Macassar à proximité de l'épicentre, mais est annulée une heure après. Cependant, un tsunami frappe plus tard la capitale provinciale Palu, une  agglomération de 350 000 habitants, détruisant des maisons et des bâtiments sur son chemin. Les effets combinés du séisme et du tsunami entraînent au moins 2 010 morts et 5 000 disparus présumés morts. Il s'agit du tremblement de terre le plus meurtrier d’Indonésie depuis le séisme de 2009 à Sumatra. L'Agence de météorologie, climatologie et géophysique d'Indonésie  (BMKG) confirme qu’un tsunami avait atteint une hauteur maximale de 4 à 6 mètres, frappant les villes de Palu, Donggala et Mamuju.
Une polémique survient sur l'alerte au tsunami lancée par le BMKG qui a ensuite été levée 34 minutes plus tard.

## Contexte tectonique
L'île de Célèbes est située dans une zone d'interaction complexe associant les plaques australienne, pacifique, philippine et de la Sonde dans laquelle de nombreuses petites microplaques se sont développées. La principale structure active sur terre, au nord de Sulawesi, est la faille de décrochement senestre de Palu-Koro, orientée Nord-Sud, qui va du détroit de Macassar à la partie nord du golfe de Boni, au sud de Célèbes et coule sous l'île de Célèbes.
Le Centre de volcanologie et d’atténuation des risques géologiques a déclaré que la rupture de cette faille aurait déclenché le séisme. Le responsable de l’atténuation des effets du séisme, Sri Hidayati, a déclaré le lendemain du séisme que la carte géologique de la partie centrale de Célèbes est composée d'un socle de roches âgées de 10 000 à 1 million d'années, qui s'est fracturé, ce qui a eu pour effet de renforcer les répliques. Participant à l'élaboration de la carte sismique indonésienne de 2017, il a déclaré qu'il s'agissait d'une faille active avec un mouvement de 30 à 44 millimètres par an. Il a ajouté que l'agence avait envoyé la carte de vulnérabilité des sols aux mouvements des terres aux gouvernements locaux à travers le pays et a suggéré que ceux-ci utilisent les cartes géologiques comme référence pour mettre en œuvre des politiques concernant l'utilisation des terres et le développement spatial, ainsi que la construction d'infrastructures antisismiques. Par exemple, aucune construction ne devrait être autorisée dans une zone où il y a une faille active.
L'Indonésie, qui est localisée sur la « ceinture de feu du Pacifique », est l'un des pays les plus exposés aux catastrophes dans le monde. La carte nationale des séismes de 2017 a révélé que le nombre de failles actives à travers le pays est passé de 81 à 295 depuis 2010.Historiquement, la région de Célèbes a subi plusieurs grands séismes, avec quinze événements de magnitude 6,5 et plus à moins de 250 km du séisme du 28 septembre au cours du siècle précédent. Le plus important d'entre eux a été un séisme de magnitude 7,9 survenu en janvier 1996, à environ 100 km au nord de l'événement du 28 septembre 2018. Le séisme de 1996, un tremblement de terre de faible profondeur, a causé environ 10 morts, plus de 60 blessés et d'importants dommages aux bâtiments dans la région.

## Séisme

### Séismes précurseurs
Le séisme principal a été précédé par une séquence de secousses commençant environ trois heures avant l'événement de M6,1, suivi de plusieurs autres, toutes situées dans la zone immédiatement au sud de l’épicentre du séisme principal. Le premier séisme a eu lieu à 15 h 00 heure locale. Le séisme s'est produit à une profondeur de 10 km avec une magnitude de 5,9 ML (BMKG). L'USGS a enregistré la force du séisme à 6,1 MW. De fortes secousses ont été ressenties à Donggala. Au moins une personne a été tuée par des débris tombés au sol alors que dix autres ont été blessés. Les autorités ont confirmé que des dizaines de structures avaient été endommagées ou détruites lors de ce séisme,.

### Séisme principal

Carte du tremblement de terre.

L’ampleur du séisme principal a été initialement évaluée à 7.7 par l’USGS et le BMKG. L'USGS a ensuite réévalué son estimation à M7.5. Le mécanisme au foyer montre un jeu décrochant sur des failles orientées nord-sud ou ouest-est. Une analyse plus poussée des formes d'ondes sismiques suggère qu'une faille senestre orientée nord-sud donne la meilleure corrélation.
La secousse principale s'est produite à 18h02 heure locale, au moment de la circulation aux heures de pointe. La secousse a été ressentie aussi loin que Samarinda, la capitale du Kalimantan oriental, à l'ouest et à Makassar au sud. Il a également été ressenti dans plusieurs secteurs à Gorontalo, située au nord, ainsi qu'à Tawau, en Malaisie. Des secousses violentes ont été signalées à Donggala et à Palu. Des pannes de courant se sont produites dans toute la région et les télécommunications ont été perturbées. Telkomsel a déclaré que plus de 500 pylônes de communication sans fil avaient été endommagées par le séisme.

### Répliques
Le séisme principal a été suivi par une série de répliques dont 14 de magnitude supérieure ou égale à 5.0 au cours des 24 premières heures.
Le tremblement de terre a été ressenti sur une large zone. Des secousses notables, allant de II à III, ont été signalées à Samarinda, Makassar et Tawau. La plus forte secousse a été ressentie dans la région de Donggala où une intensité maximale de IX (violente) a été enregistrée. L'intensité maximale à Palu, la capitale de la province de Sulawesi central, était de VII (forte). Selon l’Agence indonésienne d’évaluation et d’application de la technologie (BPPT), l’énergie libérée par le séisme était d'environ 2,5 × 1020 N m, soit 3 × 106 tonnes-TNT, 200 fois supérieure à celle libérée lors du bombardement atomique d’Hiroshima en 1945. L'analyse a également montré que le littoral situé près de la faille à Palu et à Donggala diminuait en hauteur. Des baisses de hauteur de 0,5 à 1 mètre ont été enregistrées, tandis qu'une augmentation de hauteur d'environ 3 mm a été enregistrée à Banawa.

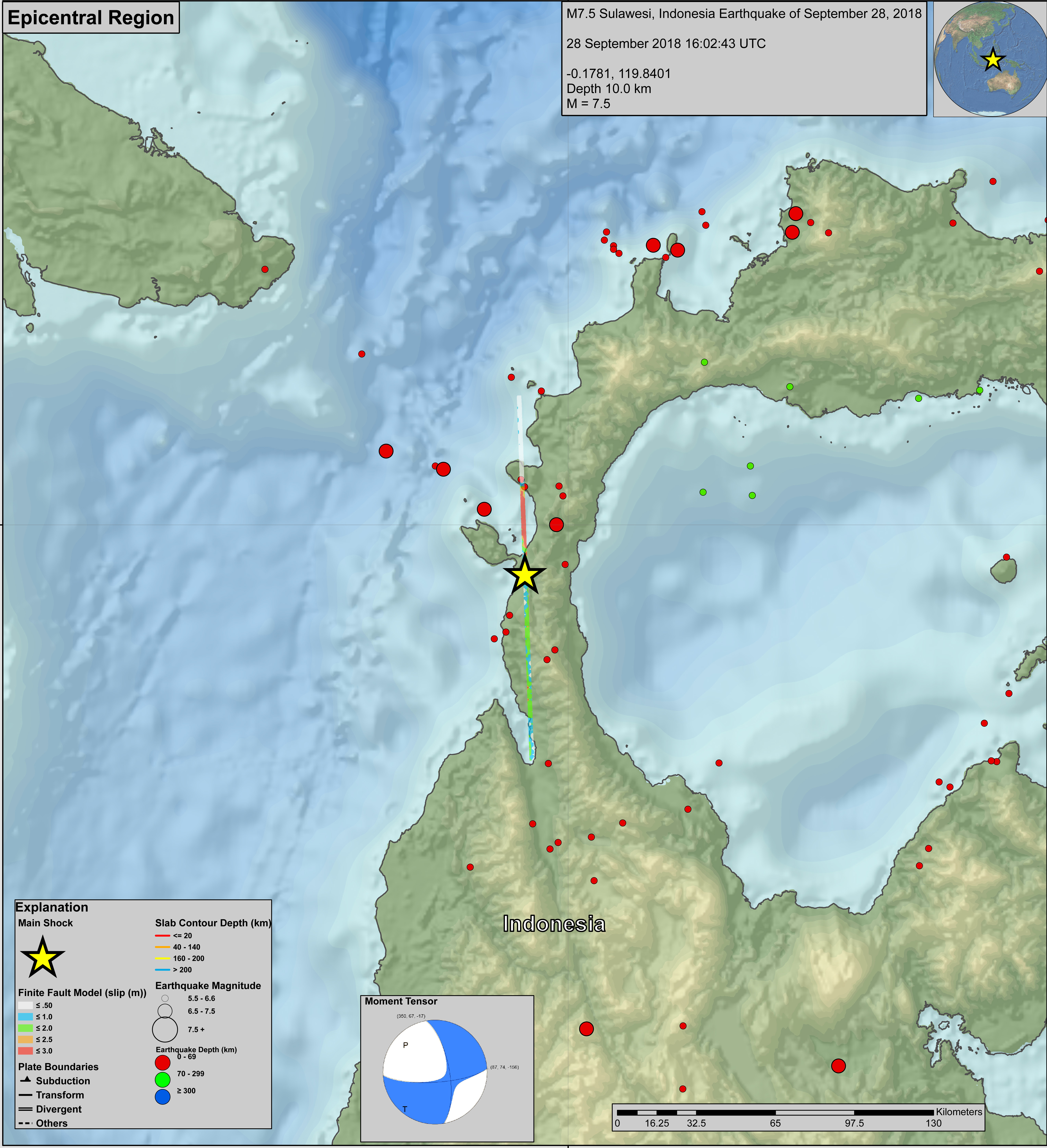
Région épicentrale.
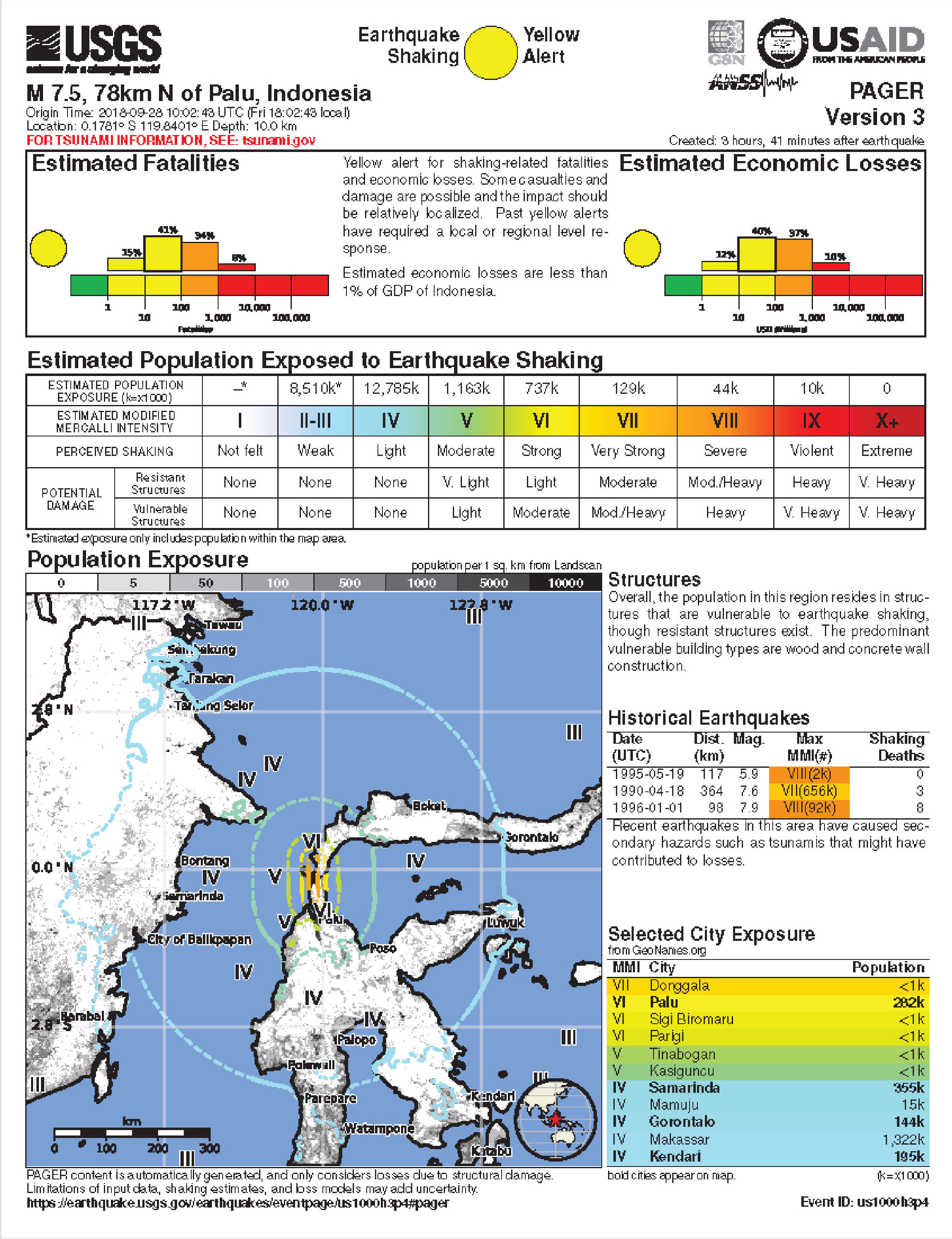
Exposition de la population au séisme.
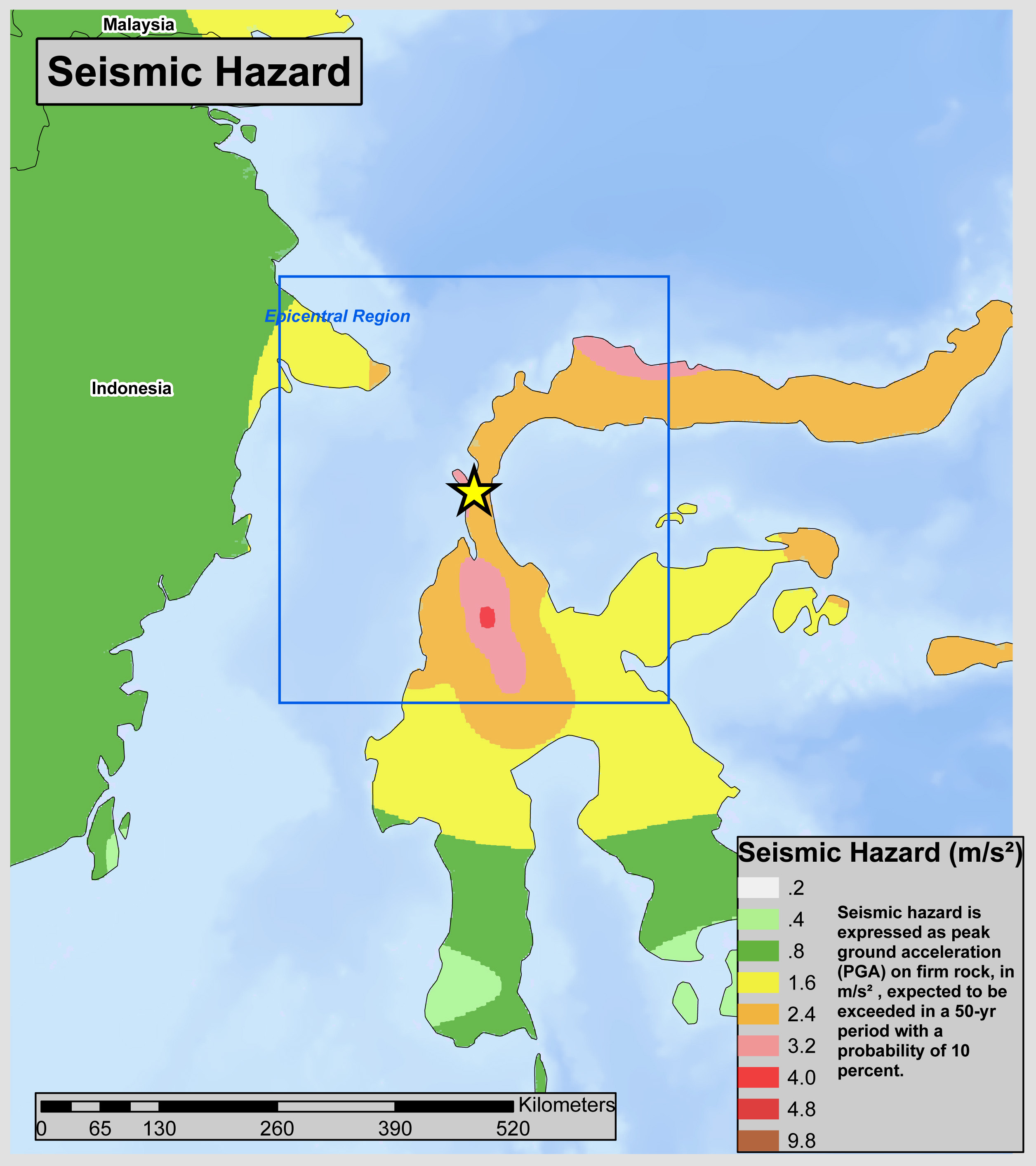
Risque sismique associé à l'événement.

## Tsunami

### Alerte
Le ministère de la Communication et de l’information et l’Agence de météorologie, climatologie et géophysique (BMKG) ont envoyé une alerte au tsunami par SMS aux utilisateurs de téléphones portables de Donggala et des régions avoisinantes vendredi à 17 h 2 mais l'alerte est levée à 17 h 37, alors que la vague principale du tsunami arrive à 18 h 22 . Devant cette incohérence, les autorités indonésiennes démentent une erreur et assurent que des vagues ont bien déferlé sur la côte, près de Palu, ce qui les a incité à lever l'alerte. Interrogé par l'agence Reuters, le responsable des séismes et des tsunamis du BMKG, explique que le marégraphe le plus proche sur laquelle l'agence s'est basée pour enregistrer les changements de niveau de la mer était situé à 200 km de Palu. Selon lui, l'agence a levé l'alerte car seule une oscillation de six centimètres avait été enregistrée. L'agence semble donc être passée à côté des vagues beaucoup plus impressionnantes qui ont déferlé sur la côte.

### Ampleur de la vague
D'après les premières déclarations, la vague qui frappe la ville de Palu ne mesure en fait "que" 1,50 m de hauteur. Pourtant, elle provoque de très importants dégâts, entraînant même sur son passage le toit d'une mosquée. L'explication est à chercher, selon les spécialistes, dans d'une part la vitesse de la vague et d'autre part sa durée. Déferlant en effet à une vitesse voisine de 800 km/h, elle se présente comme un mur de béton. En outre le phénomène dure environ 15 minutes, contrairement à une vague classique qui frappe la plage toutes les 15 secondes. La quantité d'eau apportée sur la plage est ainsi 1 000 fois supérieure à l'intensité d'une vague normale de même hauteur. En outre Palu est au fond d’une baie et des phénomènes de résonance et d'amplification des vagues peuvent se produire. Des raz-de-marée s'étaient déjà produits en 1927 et en 1968 à Palu, une ville située au fond d'une baie étroite, large de 2 km et longue de 10 km.
Différents témoignages font néanmoins état de vagues supérieures à 1,50 m, ce qui est en outre semble-t-il confirmé par de nombreuses vidéos. Plusieurs explications à cette sous-évaluation des géologues peuvent être données. En premier lieu les plaques tectoniques coulissant dans cette zone horizontalement et non verticalement, des affaissements sous-marins qui auraient échappé aux géologues se seraient probablement produits. La deuxième explication tient à l'éloignement du marégraphe et à la prévision de hauteur de quelques centimètres qu'il a fournie, une anomalie qu'il conviendra d'éclaircir. Enfin, la ville étant en bout de baie, le phénomène a été amplifié.

## Conséquences

### Dégâts aux infrastructures

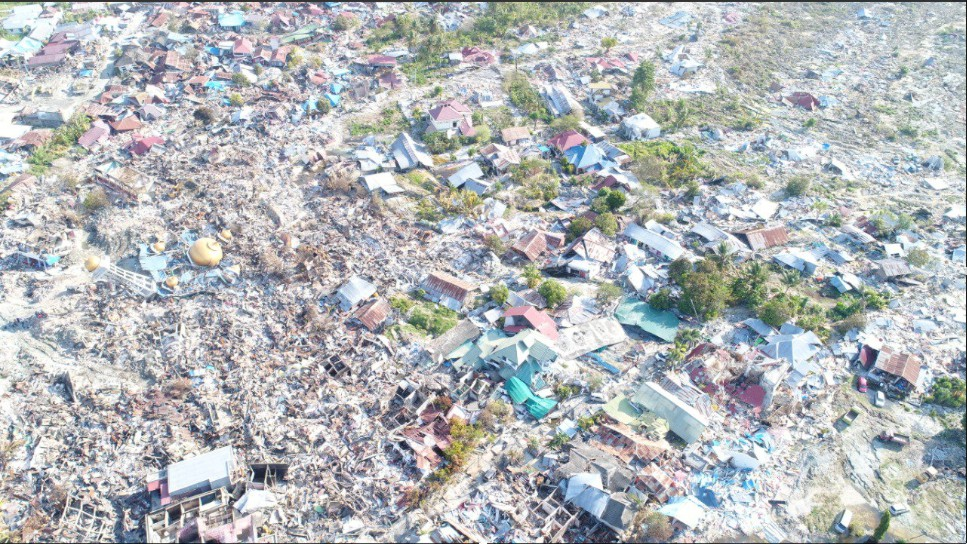
Balaroa, un district de Palu, a été complètement détruit.

À Palu, la capitale provinciale du Sulawesi central, le toit d'une mosquée et une partie importante de l'hôpital d'Antapura se sont effondrées. Le centre commercial Tatura de Palu, l'un des plus anciens centres commerciaux de Palu, s'est effondré également, piégeant des dizaines de personnes,. Un hôtel de huit étages, connu sous le nom de Roa-Roa Hotel, a aussi été endommagé, piégeant de nombreux clients de l'hôtel, dont plusieurs participaient au festival annuel de parapente organisé par la ville. Au moment du séisme, 76 des 80 chambres de l'hôtel étaient occupées,.

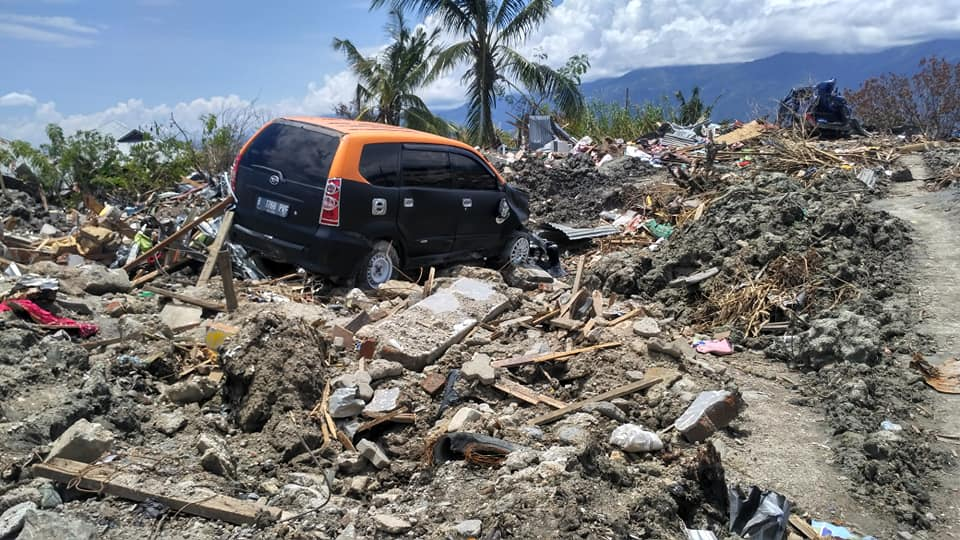
Pétobo après le tremblement de terre.

L'aéroport Mutiara SIS Al-Jufrie de Palu est contraint de fermer à la suite de l'apparition d'importantes fissures sur la piste, dont une de 500 mètres de longueur. Les responsables de l'aéroport confirment que le système de navigation est endommagé et que la tour de contrôle de l'aéroport s'est effondrée entraînant la mort d'un contrôleur de la circulation aérienne, qui surveillait le décollage d'un avion de Batik Air pendant le séisme. L'aéroport est rouvert ponctuellement le 29 septembre 2018, des centaines de passagers étant bloqués dans l'aéroport, puis complètement le 30 septembre.
Le tsunami a également causé d'importants dégâts à un certain nombre de ports de la région de Sulawesi central, et en particulier le port de Pantoloan à Palu qui a vu l'effondrement de la grue de quai. Le port de Wani a également subi des dommages dans certaines parties du bâtiment et de son port. En outre le navire KM Sabuk Nusantara 39 qui était amarré dans le port de Wani a été arraché et emporté à 70 mètres de la jetée. Le navire ne transportait toutefois pas de passager et n'était occupé que par 17 membres d'équipage. Le port d'Ogoamas a été touché. Le séisme a provoqué des fissures à Talaud et entraîné le déplacement du quai du côté droit de trois centimètres. Les autres ports, tels que le port d'Ampana, le port de Luwuk, le port de Belang-Belang et le port de Majene, n'ont par contre subi aucun dommage.
Le pont emblématique de Palu, le pont Kuning Ponulele, qui était aussi le premier pont en arc en Indonésie, est détruit par le séisme et le tsunami qui s’est ensuivi,.

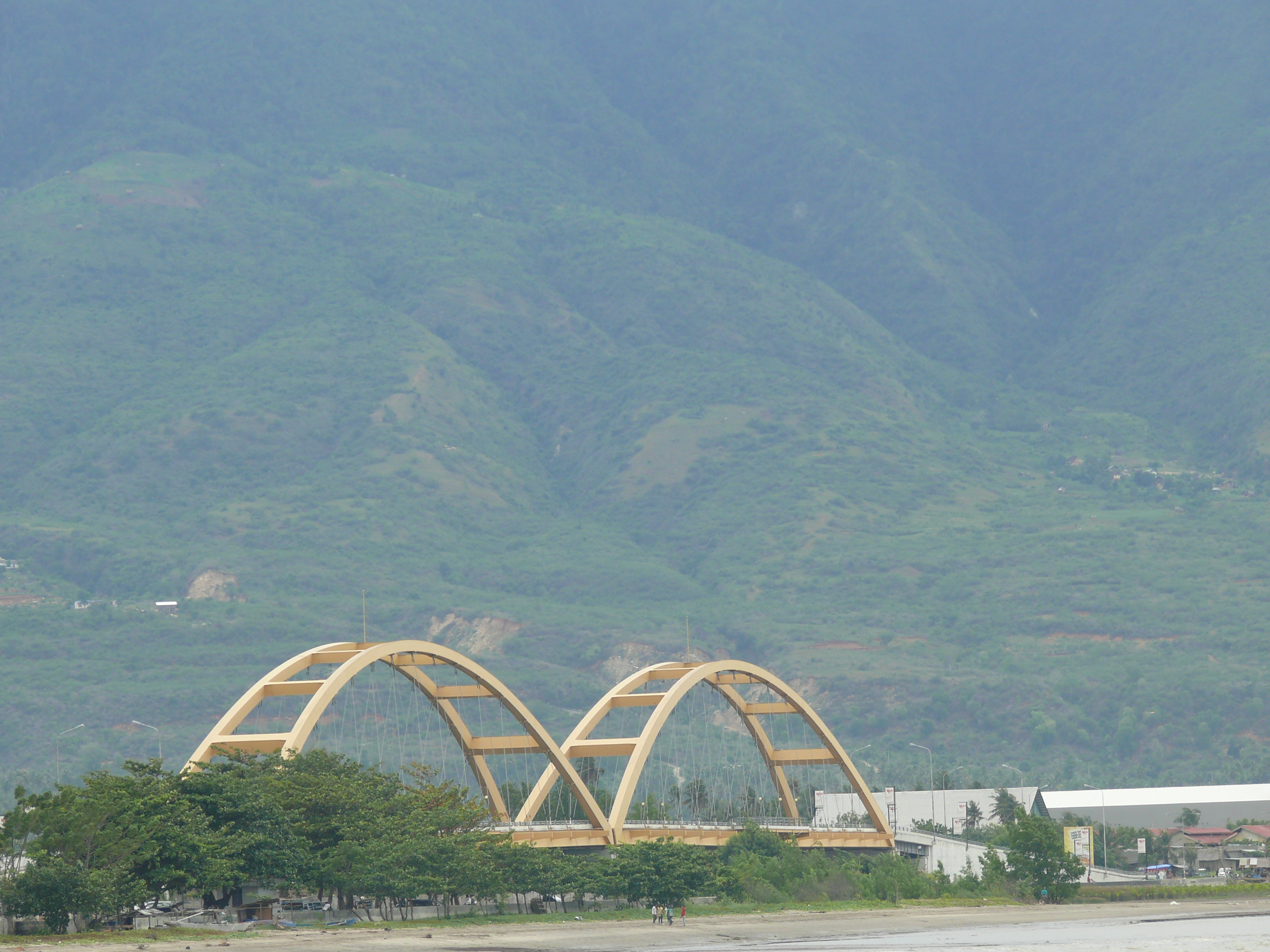
Le pont Kuning Ponulele vu en 2010 avant sa destruction.

### Victimes
Le séisme principal et ses répliques causent d'importants dégâts à Palu et à Donggala, détruisant de nombreuses maisons, un centre commercial, une mosquée, un hôtel et un pont routier et engendrent de nombreuses victimes. Le 2 octobre 2018, le bilan s'établit à 1 234 morts, mais les autorités indonésiennes craignent que celui-ci s'alourdisse au fur et à mesure de la découverte des lieux jusqu'à présent inaccessibles. Au fur et à mesure que les équipes de secours progressent, le bilan des victimes s'alourdit, le mercredi 3 octobre, les autorités font état de 1 763 morts et 5 000 disparus . Au 9 octobre, le bilan était d'au moins 2010 morts et 5000 disparus.
Le bureau de coordination des affaires humanitaires de l’ONU (Unocha) a estimé lundi 1er octobre à 191 000 le nombre de personnes ayant besoin d’une aide humanitaire d’urgence, dont 46 000 enfants et 14 000 personnes âgées. Ces populations vulnérables résident souvent loin des centres urbains où le gouvernement concentre ses efforts,.
Au moment du séisme, 114 étrangers se trouvaient dans la région, dont la plupart sont sains et saufs et en cours d’évacuation, selon l’agence de gestion des catastrophes. Trois Français dont on était sans nouvelles ont été retrouvés, a confirmé le ministère des affaires étrangères français. Mais les autorités sont encore sans nouvelles d’un Belge et pensent qu’un Sud-Coréen pourrait être parmi les victimes de l'hôtel Roa Roa.

## Organisation des secours

### Mobilisation locale

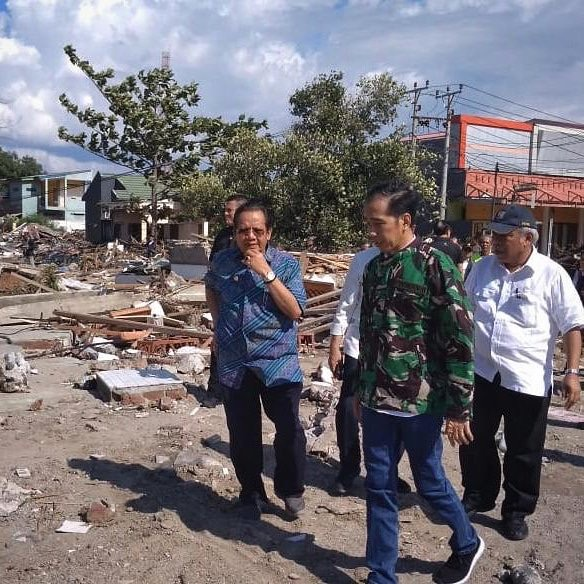
Le président Joko Widodo visitant des bâtiments effondrés de Palu.

Dans un premier temps, le président Joko Widodo tente de gérer la crise localement. Mais les journalistes présents sur place témoignent du peu de secouristes impliqués ni dans les secours ni dans la distribution de vivres. La pénurie d'essence et l'état des voies de communications à Palu et alentour rendent d'autant plus compliqués le déplacement des équipes de secours et l'acheminement des vivres. Les produits de première nécessité ne peuvent en effet être acheminés que par petits camions depuis Makassar, un voyage qui dure 24 heures.
Devant le manque d'approvisionnement et le retard dans la distribution de l'aide, les autorités tolèrent les premiers jours que la population se serve dans les magasins. Mais devant la multiplication de pillages de biens non alimentaires, la police s'engage à arrêter les pillages.

### Mobilisation internationale et aide humanitaire
Face à l'ampleur de la catastrophe, le président accepte finalement l'aide humanitaire internationale le lundi 1er octobre 2018, soit trois jours après le séisme principal, une décision jugée trop tardive par l'opinion publique. 18 pays ont annoncé offrir leur assistance parmi lesquels les États-Unis, la France, la Suisse, la Turquie, l'Australie, la Thaïlande, les Émirats arabes unis ainsi que la Chine. L'Union européenne prévoit de débloquer 1,5 million d'euros. La Corée du Sud doit, quant à elle, envoyer environ un million de dollars et la Chine a fait un don de 200 000 dollars à la Croix-Rouge indonésienne. L'Australie annonce qu’elle dépêche une équipe médicale dans les zones touchées et qu’elle débloque cinq millions de dollars d’aide. Le Fonds central d’intervention d’urgence de l’ONU annonce le déblocage de 15 millions de dollars d’aide.
Des dizaines d'organisations internationales, comme Médecins sans frontières, qui attendaient le feu vert du gouvernement pour envoyer leurs équipes, arrivent finalement sur place à partir du mardi 2 octobre. Côté français, 40 sapeurs-sauveteurs des Formations Militaires de la Sécurité Civile, quatre bénévoles du Groupe de secours catastrophe français (GSCF) ainsi que deux membres de l'association Pompiers humanitaires français et cinq sauveteurs de l'association des Pompiers de l'urgence internationale (PUI) quittent la France pour l'Indonésie. Seuls les 40 sapeurs-sauveteurs parviendront jusqu'au lieu du sinistre, où ils prodigueront leur aide pendant près d'un mois. 